# New Holland Construction
New Holland Construction är ett ursprungligen amerikanskt numera italienskt verkstadsindustriföretag som tillverkar anläggningsmaskiner. Företaget ingår tillsammans med jordbruksdivisionen New Holland Agriculture i det multinationella företaget CNH Industrial och bland produkterna finns bland annat grävmaskiner, hjullastare, kompaktlastare och schaktmaskiner.

## Fabriker
- Turin – grävmaskiner
- Lecce – hjullastare, grävlastare, teleskoplastare, schaktmaskiner
- Modena – kompaktlastare, komponenter
- Belo Horizonte – grävmaskiner, schaktmaskiner, väghyvlar
- Wichita, Kansas – kompaktlastare